# Ragyogj TV, ragyogj
A Ragyogj TV, ragyogj egy 2024-es amerikai pszichológiai horrorfilm, amelyet Jane Schoenbrun írt és rendezett. A főszerepben Justice Smith és Brigette Lundy-Paine két zaklatott középiskolás diákot játszik, akik egy televíziós műsor miatt egyre inkább kezdik megkérdőjelezni a valóságot. A szereplők között feltűnik még Helena Howard, Lindsey Jordan, Conner O'Malley, Emma Portner, Ian Foreman, Fred Durst és Danielle Deadwyler.
A producerek közt található még Emma Stone színésznő és férje, a komikus Dave McCary. A filmet cégük, a Fruit Tree jegyzi. A film premierje Sundance Filmfesztiválon volt 2024. január 18-án. Május 3-án az A24 korlátozott moziban mutatta be az Egyesült Államokban, szélesebb körökben Május 3. után került bemutatásra, az Államokban és Kanadában egyaránt.
A film a Schoenbrun képernyő-trilógiájának második munkája, a Mindannyian a világkiállításra megyünk (2021) című film után, valamint Public Access Afterworld címen készül egy regénytrilógia.

## Cselekmény
1996-ban két magányos tinédzser, Owen és Maddy összebarátkoztak a The Pink Opaque című fiatal felnőtt televíziós műsor kapcsán, amely Isabel és Tara kalandjait követi nyomon, amint pszichés képességeikkel harcolnak a gazember, Mr. Melancholy ellen, aki az időt és a valóságot is képes befolyásolni. Owen apja, Frank kigúnyolja a fiút, amiért szereti ezt a műsort, míg Maddy úgy érzi, mélyen kötődik hozzá.
Két évvel később, miközben a The Pink Opaque egy részét nézik, Owen észreveszi, hogy Maddy sír. Maddy elmagyarázza, hogy elhatározta, hogy megszökik bántalmazó mostohaapjától. Könyörög Owennek, hogy tartson vele, de a fiú ideges lesz, és végül marad. Owen édesanyja, Brenda rák miatt elhuny, Maddy eltűnik, a The Pink Opaque-t pedig öt évad után elkaszálták.
2006-ban Owen még mindig Frankkel él, és egy helyi moziban dolgozik. Maddy egy este újra feltűnik, kikéri Owent a The Pink Opaque-kal kapcsolatos emlékeiről, és azt állítja, hogy magában a műsorban élt az elmúlt nyolc évben. Arra buzdítja, hogy nézze meg újra az utolsó részt, amelyben Isabelt és Tarát Mr. Melancholy bebörtönzi egy zsebuniverzumban Owen és Maddy szerepében. Az epizód befejezése után Owen pánikszerűen beleveri a fejét a tévé képernyőjén, de Frank kihúzza.
Másnap este Maddy elmagyarázza Owennek, hogy miután elszökött, továbbra is elégedetlennek érezte magát, és "aludt". Fizetett egy férfinak, hogy élve temesse el; úgy írja le az egészet, hogy ő Tara bőrében van, és fuldoklik közvetlen azelőtt, hogy felébredne. Arra kéri Owent, hogy tegye ugyanezt a sorozat hatodik évadának elején. Owen ismét szinte magán kívül lesz, ideges. és hazaszalad. Soha többé nem látja Maddyt, de a lány utasításai továbbra is kísértik.
Frank 2010-ben meghal, és Owen főnöke, Dave áthelyezi egy családi szórakoztatóközpontba. Egyik este újranézi a The Pink Opaque-et egy streaming szolgáltatáson, de úgy találja, hogy az sokkal durvább és erőszakosabb, mint ahogy emlékezett rá.
Owen egyre kétségbeesettebbé válik, és az asztmája is rosszabbodik. 2026-ban egy munkahelyi születésnapi bulin idegösszeroppanása lesz, és azt üvölti, hogy haldoklik, és hogy valaki segítsen neki, viszont a körülötte lévők mintha nem is foglalkoznának vele. Bezárkózik a fürdőszobába, felvágja a mellkasát, és elmosolyodik, amikor vibráló, ragyogó tévét lát benne. Visszasiet a munkába, és félénken bocsánatot kér a kirohanása miatt.

## Szereplők
- Smith Justice Owen szerepében
  - Ian Foreman mint fiatalabb Owen
- Brigette Lundy-Paine mint Maddy Wilson
- Helena Howard mint Isabel
- Lindsey Jordan mint Tara
- Danielle Deadwyler, mint Brenda
- Fred Durst mint Frank
- Conner O'Malley mint Dave
- Emma Portner, mint Mr. Melancholy/Marco/Amanda/Gonosz bohóc
- Madaline Riley mint Polo
- Amber Benson, mint Johnny Link anyja
- Michael C. Maronna, mint 1. szomszéd
- Danny Tamberelli 2. szomszédként

A filmben önmagukként jelenik meg Phoebe Bridgers, Haley Dahl és zenekaruk Sloppy Jane, valamint Kristina Esfandiari és zenekara, a King Woman.

## A film gyártása

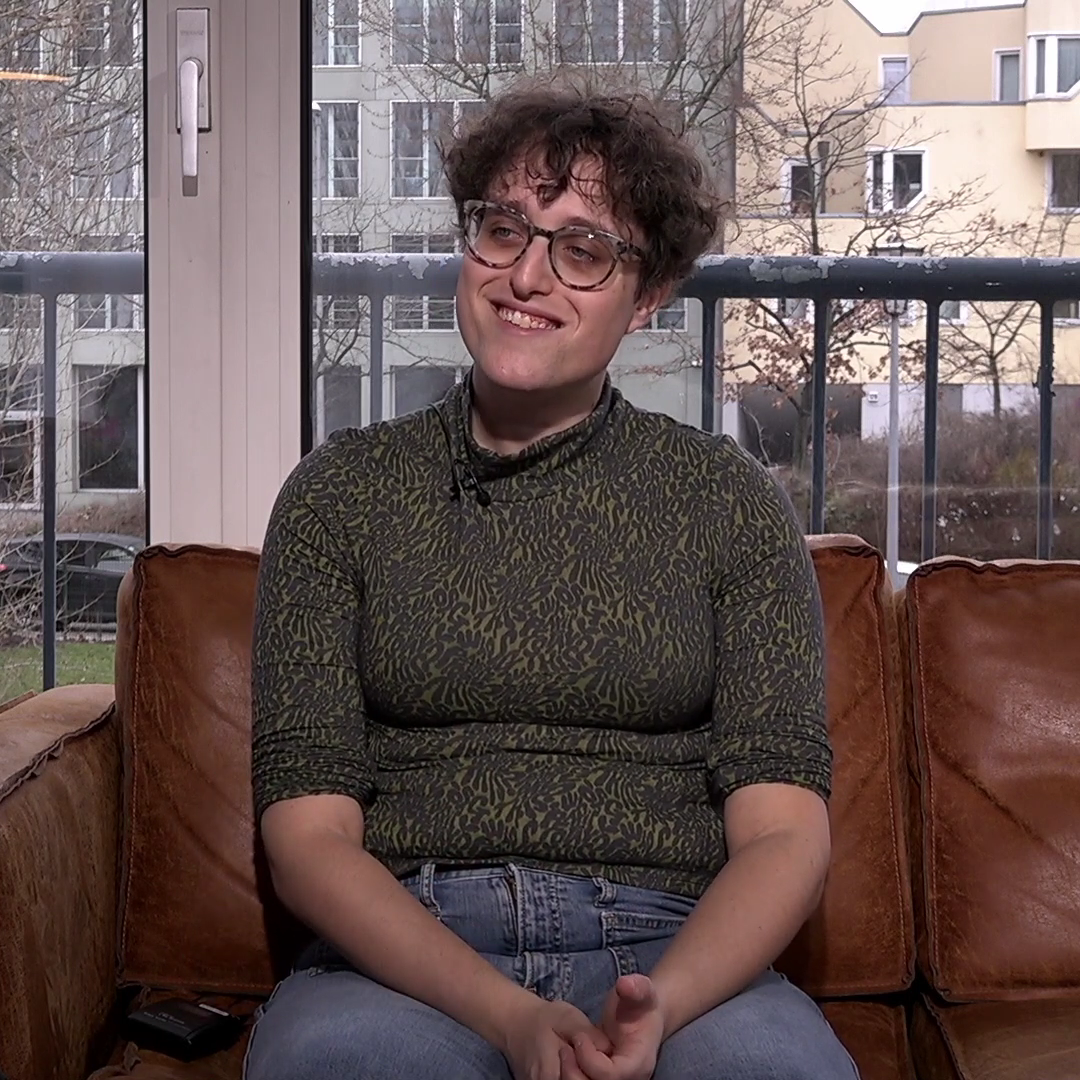
Jane Schoenbrun író-rendező 2024-ben

Schoenbrun három hónappal azután kezdett el dolgozni az I Saw the TV Glow forgatókönyvén, hogy elkezdték a hormonpótló terápiát, amit "elsöprő csapásnak" nevezett, miután coming out-olt transzneműként. A transz témák bemutatásakor Schoenbrun szándékosan elkerülte, hogy transitioning kérdéskörét vagy a megjelenést kifejezetten központi jelentőségűvé tegye a cselekményben, ehelyett úgy döntött, hogy a történetet allegóriaként használja rá, hogy megkülönböztesse a témával foglalkozó többi filmtől. 
2021-ben a forgatókönyv felkeltette Emma Stone és férje, Dave McCary figyelmét, aki Schoenbrun szerint "azonnal beleszeretettek a forgatókönyvbe". A forgatókönyvet hat potenciális produkciós partner vásárolta meg. 2021 októberében a filmet A24-es stúdió filmjeként jelentették be Schoenbrun rendezésében, amit Stone és McCary a Fruit Tree zászlaja alatt készít majd. 2022 augusztusában bejelentették, hogy Justice Smith, Brigette Lundy-Paine, Helena Howard, Danielle Deadwyler, Amber Benson, Ian Foreman, Conner O'Malley, Emma Portner, Danny Tamberelli, Phoebe Bridgers, Lindsey Jordan, Fred Dahl Durst, Haley és Kristina Esfandiari csatlakozott a szereplőgárdához.
A fő fotózás New Jersey-ben zajlott 2022 júliusa és augusztusa között. A forgatás a veronai középiskolában, a Cedar Grove High Schoolban és a Keansburg Vidámparkban zajlott. További helyszínek a The Saint és a Camp Lewis zenei helyszínek voltak.

## Témák
Lundy-Paine az I Saw the TV Glow-t a  transzneműség allegóriájaként említette. Schoenbrun gyakran leírta, hogy a film a "tojástörésről" szól, ez a kifejezés arra a pillanatra utal egy transz ember életében, amikor rájön, hogy identitása nem felel meg a a születési nemüknek, és Owen azon döntése, hogy nem temetik el őt élve Maddyvel, és a végső egzisztenciális válság jól illusztrálta személyes félelmeiket, hogy esetleg transition nélkül élik le az életüket. 2024 júniusában a The New Yorkerben megjelent nyilatkozatában Schoenbrun arról beszélt, hogy a családjukkal való kapcsolatuk hogyan befolyásolta a film történetét, és ezt mondta: 

„TV Glow is about something I think a lot of trans people understand... The tension between the space that you exist within, which feels like home, and the simultaneous terror and liberation of understanding that that space might not be able to hold you in your true form. I think many people, even if they are sympathetic to narratives of biological-family estrangement, still want to believe in resolution or restorative reparative work. And I think this does a disservice to queer people who are not in control of whether that work can be done.”

Az I Saw the TV Glow erősen inspirálódott a Buffy the Vampire Slayer (1997–2003) című sorozatból, ezalatt értve a The Pink Opaque beemelését a filmbe, amely csalugyan használ erős női karaktereket, és a mitikusság valamint a monsters of week részek keverékét. Owen megismerkedik ezzel a "Buffy-szerű" sorozattal ami nagyon fontossá válik a számára míg végül annak a narratívája elkezdi befolyásolni azt, ahogyan a valóságot látja. A cselekmény olyan témákat boncolgat, mint a magány, vagy a valóságosság keresése azáltal, hogy az ember ráfügg bizonyos témákra. Benson kameója, aki Tarát játsza a Buffy-ban, "gyógyítólag" hatott Schoenbrunra. A történet mondanivalója megváltozik azáltal, hogy egy gyermekcsatornán sugározzák, és erős benne a mágikus realizmus, amely hasonló Pete és Pete kalandjaihoz (1991–1996). Maronna és Tamberelli, a Pete & Pete főszereplői, mint kísérteties szomszédok, hogy felfedezzék az öregedés rejtélyes természetét. Schoenbrun hangsúlyozta, hogy a cameók nem puszta húsvéti tojások, hanem a film ötleteit hivatottak elmélyíteni.
A Pink Opaque folytatja a Pete & Pete hatását azzal, hogy felveszi a témát, hogy a gyerekek egy "félig varázslatos, gyakran ijesztő" világban élnek, a felnőttek észrevétlenül. Ahogy a főszereplők elveszítik önmagukat vagy éppen magukra találnak a sorozatban, Owen története annak demonstrációjává válik, hogy „mi történik egy transz emberrel, amikor a világ túlságosan félelmetessé teszi a változás lehetőségét ahhoz, hogy észrevegyék”. Owen és Maddy az identitás megélése előtti és utáni szakaszait képviselik, tükrözve Schoenbrun saját önfelfedező útját. Azt mutatja be, hogy az emberek hogyan érzékelik másképp a médiát növekedésük során, valamint a szégyenérzetet és a diszfóriát is bemutatja. Owen megtapasztalja a klausztrofóbia és a valóságtól való elszakadás érzését, ami tükrözi azt a küzdelmet, amellyel sokan felnőttkorban is megőrizni szeretnék a csoda és a varázslat érzését. A film Owennel ér véget, amikor "a világ megelégszik azzal, hogy figyelmen kívül hagyja a sikolyait, miszerint valami haldoklik benne", és rávilágít annak fontosságára, hogy "egy kis varázslat, amelyet a művészetből kölcsönöznek, az egyetlen módja a túlélésnek és emlékezésnek". arra, hogy – a film legkísértetiesebb sora is emlékeztet minket – van még idő.”
A film ihletet merít Schoenbrun visszatérő álmából is a Twin Peaks (1990–1991) végéről, és egy "lynchi terror" megörökítését célozza meg. Az ezt követő Twin Peaks: The Return (2017) által ihletett film a tévésorozatok befejezésének és újjáéledésének témáit fonja össze.

## Zene
A film eredeti zenéjét Alex G szerezte. A film zenéjéhez sokan hozzájárultak: Caroline Polachek, Sloppy Jane, Phoebe Bridgers, Kristina Esfandiari, Virágüzlet, yeule, Drab Majesty, Snail Mail dalait tartalmazza. A filmzene 2024. május 10-én jelent meg, ezt követte Alex G saját megjelenése, amely 2024. május 16-án jelent meg.

## Megjelenés
Az I Saw the TV Glow-t a 2024-es Sundance Filmfesztivál Midnight szekciójában mutatták be 2024. január 18-án. A 74. Berlini Nemzetközi Filmfesztiválon is vetítették a Panorama szekcióban 2024. február 20-án és a South by Southwest című filmben 2024. március 10-én.
A filmet 2024. május 3-án mutatták be az egyesült államokbeli mozikban (New Yorkban és Los Angelesben játsszák), a bemutató országszerte, Kanadában pedig május 17-től volt látható. 2024 júniusában tették elérhetővé digitálisan. Nemzetközi mozikban a Stage 6 Films, köztük Ausztrália és Új-Zéland 2024. augusztus 29-én mutatta be, a Park Circus Films társforgalmazójával az Egyesült Királyságban és Írországban, ahol július 26-án mutatták be.

## Fogadtatás

### Kritikai értékelések
A Rotten Tomatoes-on a film 84%-on áll, 224 vélemény alapján, átlagosan 7,6/10-os értékelést kapott. A weboldal kritikusainak konszenzusa így hangzik: "Az I Saw the TV Glow sajátos vizuális esztétikájával, amely csak fokozza az érzelmileg rezonáló narratívát, az I Saw the TV Glow tovább emeli az író-rendező Jane Schoenbrunt, mint feltörekvő művész tehetségét." A Metacriticon, amely súlyozott átlagot használ, a film 100-ból 86 pontot kapott, 48 kritikus alapján, ami azt jelzi, hogy "univerzális elismerést."
Guy Lodge a Variety egyik munkatársa szerint a film "egyszerre ígéretes pszichodráma a maga feltételein belül, másrészt egy darab olyan sajátos rögzítéssel, amelyet Schoenbrun az eddigi kis életművükben kialakított". David Ehrlich, az IndieWire munkatársa ezt írta: "Schoenbrun megdöbbentő második filmje képes megőrizni a csábító félelmet a mikroköltségvetési debütálástól, és elmélyíteni a felfedezés izgalmas sebeit, még akkor is, ha sokkal nagyobb léptékben vizsgálja őket." Egyes bírálók dicsérték a filmet a transznemű témák hitelességéért is, Richard Brody, a The New Yorkertől "a transzélmény mélyreható víziójának" nevezte, Veronica Esposito pedig a The Guardian számára azt mondta, hogy "a 90-es évek transz tinédzsereinek szól.
Amy Nicholson, a Los Angeles Times munkatársa kritizálta a filmet, mint "olyan súlyos jelenetek gyűjteményét, amelyek arra késztethetik a közönséget, hogy kikászálódjanak a saját bőréből", megjegyezve, hogy "új érzelmet talál ki: a szenvedélyes ambivalenciát". Nicolas Rapold, a Sight & Sound munkatársa egyetértett, és azt írta, hogy "van egy olyan terv vagy útiterv félelmetes érzése, amelyekhez ragaszkodnak anélkül, hogy teljesen végrehajtanák és beteljesítenék". Dylan Roth, az Observer munkatársa elismerte ezt a kényelmetlenséget, és megjegyezte, hogy "az I Saw the TV Glow-val az a kihívása, hogy szinte minden, amitől nem tetszett, szándékosan és hatékonyan történik. Műalkotásként [ő] megteheti." nem tagadom, hogy működik."

### Díjak, elismerések
| Award                        | Date of ceremony | Category                                             | Recipient(s)          | Result   | Ref.          |
| ---------------------------- | ---------------- | ---------------------------------------------------- | --------------------- | -------- | ------------- |
| Astra Midseason Movie Awards | July 3, 2024     | Best Picture                                         | I Saw the TV Glow     | Jelölve  | [ 11 ] [ 12 ] |
| Astra Midseason Movie Awards | July 3, 2024     | Best Actor                                           | Justice Smith         | Jelölve  | [ 11 ] [ 12 ] |
| Astra Midseason Movie Awards | July 3, 2024     | Best Supporting Actor                                | Brigette Lundy-Paine  | Jelölve  | [ 11 ] [ 12 ] |
| Astra Midseason Movie Awards | July 3, 2024     | Best Screenplay                                      | Jane Schoenbrun       | Jelölve  | [ 11 ] [ 12 ] |
| Astra Midseason Movie Awards | July 3, 2024     | Best Indie                                           | I Saw the TV Glow     | Jelölve  | [ 11 ] [ 12 ] |
| Champs-Élysées Film Festival | June 26, 2024    | Audience Award for Best American Independent Feature | I Saw the TV Glow     | Elnyerte | [ 13 ]        |
| Fangoria Chainsaw Awards     | October 2024     | Best Limited Release                                 | I Saw the TV Glow     | Függőben | [ 14 ]        |
| Fangoria Chainsaw Awards     | October 2024     | Best Supporting Performance                          | Bridgette Lundy-Paine | Függőben | [ 14 ]        |
| Fangoria Chainsaw Awards     | October 2024     | Best Cinematography                                  | Eric K. Yue           | Függőben | [ 14 ]        |
| Fangoria Chainsaw Awards     | October 2024     | Best Score                                           | Alex G                | Függőben | [ 14 ]        |
| Gotham Awards                | December 2, 2024 | Best Director                                        | Jane Schoenbrun       | Függőben | [ 15 ]        |
| Gotham Awards                | December 2, 2024 | Outstanding Lead Performance                         | Justice Smith         | Függőben | [ 15 ]        |
| Gotham Awards                | December 2, 2024 | Outstanding Supporting Performance                   | Bridgette Lundy-Paine | Függőben | [ 15 ]        |
| Seattle Film Critics Society | May 19, 2024     | Feature Film Award                                   | I Saw the TV Glow     | Elnyerte | [ 16 ]        |

## Folytatás
2024 májusában a USA Today-nek adott interjújában Schoenbrun kijelentette, hogy lehetséges az I Saw the TV Glow folytatása, és azt mondta, hogy nyitottak lennének arra, hogy a történetet más szemszögből közelítsék meg. 2024 szeptemberében Schoenbrun egy bejegyzést tett az X-en (korábban Twitter), amelyben megemlítette, hogy van egy ötlete az I Saw the TV Glow folytatásáról, amelyet "néhány év múlva" szeretnének elkészíteni.

## Fordítás
Ez a szócikk részben vagy egészben  az   I Saw the TV Glow című angol Wikipédia-szócikk ezen változatának fordításán alapul.  Az eredeti cikk szerkesztőit annak laptörténete sorolja fel. Ez a jelzés csupán a megfogalmazás eredetét és a szerzői jogokat jelzi, nem szolgál a cikkben szereplő információk forrásmegjelöléseként.